# Föderale Gliederung Russlands
Die föderale Gliederung Russlands, wie sie in Artikel 65 der Verfassung der Russischen Föderation dargestellt ist, sieht neben der zentralstaatlichen Ebene 83 Föderationssubjekte mit unterschiedlichem Autonomiegrad vor, die wiederum in acht Föderationskreisen zusammengefasst sind. Mit dem Zerfall der Sowjetunion 1991 und der Neugründung Russlands blieben die Grenzen innerhalb der Russischen Föderation zunächst weitgehend bestehen, seit 2005 kam es allerdings mehrmals zu Reformen und Änderungen in der Subjektstruktur.
Aufgrund des russischen Krieges gegen die Ukraine und der seit 2014 durch Russland vorgenommenen, völkerrechtswidrigen Annexionen ukrainischer Territorien deckt sich die russische Selbstbeschreibung der föderalen Gliederung nicht mehr mit den international anerkannten Verhältnissen. Dies betraf zunächst die auf der Halbinsel Krim gelegenen Föderationssubjekte Republik Krim und Stadt föderalen Ranges Sewastopol, die sich die Russische Föderation zunächst als Föderationskreis Krim einverleibt hatte. 2022 wurden zudem vier weitere ukrainische Gebiete durch Russland annektiert. Diese Gebiete werden nachfolgend nicht näher berücksichtigt.

## Föderativer Staat laut Verfassung
Russland war in der Zarenzeit ein zentralistischer Einheitsstaat. In sowjetischer Zeit sorgte die Zentralverwaltungswirtschaft für eine starke Zentralisierung. Gleichzeitig wurde aber auch durch die Nationalitätenpolitik eine auf ethnischen Prinzipien basierende föderative Struktur der UdSSR geschaffen. Nach dem Zerfall der Sowjetunion vereinbarte die russische Regierung mit den Regionen im März 1992 einen Föderationsvertrag, der einerseits von Präsident und Zentralregierung, andererseits von den Oberhäuptern fast aller Regionalregierungen unterzeichnet wurde. In ihm wurden die jeweiligen Befugnisse verankert. Diese Aufteilung der Kompetenzen wurde dann in die Verfassung der Russischen Föderation von 1993 übernommen. Sie gewährleistet die Verteilung von Kompetenzen und Zuständigkeiten zwischen der föderalen Zentralregierung und den Regionen. Damit soll die demokratische Bildung regionaler Machtorgane sowie die politische und wirtschaftliche Autonomie der kommunalen Selbstverwaltung gesichert werden.
Nach einer unkontrollierten Dezentralisierung im Verlauf der 1990er Jahre kam es nach dem Jahr 2000 zu einer Rezentralisierung der Staatsverwaltung. Sie bewirkte eine vergrößerte politische und wirtschaftliche Abhängigkeit der Regionen vom Zentrum. Die regionalen und kommunalen Machtorgane wurden dem föderalen Zentrum wieder stärker untergeordnet.

## Föderationskreise
Bei den acht Föderationskreisen handelt es sich nicht um eine zusätzliche oder gar höchste föderale Ebene neben bzw. über den Föderationssubjekten, sondern um eine zusätzliche administrative Struktur: Jedem Föderationskreis steht ein vom Präsidenten der Russischen Föderation ernannter persönlicher und bevollmächtigter Vertreter vor, der eine Kontrollfunktion über die Oberhäupter der Föderationssubjekte (meist Gouverneur oder Präsident genannt) ausübt. Historisches Vorbild sind die von Peter I. 1708 eingeführten acht großen Gouvernements, die allerdings mit zunehmendem Bevölkerungswachstum im 18. und 19. Jahrhundert in viele kleinere aufgeteilt wurden.
Die Aufgaben der im Jahr 2000 neu geschaffenen Präsidentenvertreter in den Föderationskreisen umfassen die Durchsetzung der Regierungspolitik, darunter der Personalpolitik des Präsidenten, die Koordination der föderalen Organe in den Regionen, die Beteiligung an den regionalen Machtorganen, die Durchsetzung von Präsidentendekreten und disziplinarische Rügen, so kann er Berichte von regionalen Behörden anfordern und Inspektionen durchführen, bei Einsetzungen von Personal seine Einschätzung nennen und eventuell Alternativkandidaten empfehlen, Sitzungen mit den Leitern der regionalen Behörden berufen und Projekte initiieren.

## Föderationssubjekte
| Republik        | Stadt           | Region (Krai)   |
| Gebiet (Oblast) | Autonomer Kreis | Autonome Oblast |

Föderationssubjekte der Russischen Föderation nach Verfassungsänderung im Jahr 2022:
Die sechs schraffierten Gebiete gelten nach internationalem Recht nicht als Föderationssubjekte, sondern sind demnach weiterhin Teil des Staatsgebiets der Ukraine.

Mit dem Begriff „Föderationssubjekte“ bezeichnet die Verfassung unterschiedliche Typen territorialer Einheiten, wie zum Beispiel Gebiete, Republiken, Bezirke, Städte mit föderaler Bedeutung etc.
Russlands 83 Föderationssubjekte unterscheiden sich in Bezug auf ihre Einwohnerzahlen und geografische Ausdehnung, ihre Ressourcenvorkommen und den Stand ihrer wirtschaftlichen Entwicklung stark voneinander. Die regionalen Entwicklungsstrategien in Russland konzentrierten sich daher auf die Ausgleichspolitik. Dafür wurde ein Transfersystem zwischen der Zentralregierung und den Regionen geschaffen.
Der Verfassung zufolge sind alle Regionen gleichberechtigte Mitglieder der Russischen Föderation. In Wirklichkeit rangieren Republiken jedoch höher, da sie eine Verfassung besitzen, die übrigen Regionen haben lediglich eine Satzung.

## Änderungen der Subjektstruktur auf föderaler Ebene

### Durchgeführte Reformen
- Die Region Perm entstand am 1. Dezember 2005 aus der bisherigen Oblast Perm und dem Autonomen Kreis der Komi-Permjaken. Es handelte sich dabei um die erste Gebietszusammenlegung seit 1993.
- Die Autonomen Kreise der Ewenken und Taimyr wurden per 1. Januar 2007 in die Region Krasnojarsk eingegliedert (Referendum vom 17. April 2005).
- Die Oblast Kamtschatka und der Autonome Kreis der Korjaken bilden ab 1. Juli 2007 die neue Region Kamtschatka (Referendum vom 23. Oktober 2005; 85 Prozent der Bevölkerung der beiden Föderationssubjekte stimmten zu).
- Zum 1. Januar 2008 wurde der Autonome Kreis der Ust-Ordynsker Burjaten in die Oblast Irkutsk eingegliedert (Referendum vom 16. April 2006).
- Zum 1. März 2008 vereinigten sich der Autonome Kreis der Aginer Burjaten und die Oblast Tschita zur Region Transbaikalien (russisch Забайкальский край, Sabaikalski krai) (Referendum vom 11. März 2007).
- Am 21. März 2014 wurde die ukrainische Halbinsel Krim völkerrechtswidrig von Russland annektiert. Die Stadt Sewastopol und die Autonome Republik Krim (jetzt als Republik Krim bezeichnet) traten Russland als Föderationssubjekte bei und bildeten einen eigenen Föderationskreis (Referendum vom 16. März 2014).
- Am 28. Juli 2016 wurde der separate Föderationskreis Krim aufgelöst und dem Föderationskreis Südrussland angeschlossen.
- Am 3. November 2018 wechselten die Republik Burjatien und die Region Transbaikalien vom Föderationskreis Sibirien zum Föderationskreis Ferner Osten.
- Am 30. September 2022 wurden die ukrainischen Oblaste Cherson, Donezk, Luhansk und Saporischschja von Russland völkerrechtswidrig annektiert, aber bislang keinem Föderationskreis zugeordnet[1] (Scheinreferenden vom 23. bis zum 27. September 2022). Diese Gebiete werden von der Moskauer Regierung allerdings nicht vollständig kontrolliert (Stand: April 2025).

### Vorgeschlagene Reformen
- Eingliederung der Jüdischen Autonomen Oblast und Oblast Amur in die Region Chabarowsk
- Zusammenschluss der Oblast Archangelsk und des Autonomen Kreises der Nenzen
- Zusammenschluss der Republik Burjatien mit der Region Transbaikalien zu einer neuen Region Baikal (Baikalski krai)
- Zusammenschluss der Republik Adygeja mit der Region Krasnodar
- Zusammenschluss der Oblast Kemerowo, der Region Altai und der Republik Altai
- Zusammenschluss der Oblaste Nowosibirsk, Omsk und Tomsk
- Zusammenschluss der Oblast Tjumen und der Autonomen Kreise der Chanten und Mansen und der Jamal-Nenzen zur Region Tjumen (Tjumenski krai)
- Zusammenschluss der Oblast Murmansk mit der Republik Karelien
- Zusammenschluss der Stadt Moskau mit der Oblast Moskau
- Zusammenschluss der Stadt Sankt Petersburg mit der Oblast Leningrad

## Weitere Untergliederung

Weitere Untergliederung der Föderationssubjekte in Rajons und Stadtkreise (inkl. der völkerrechtswidrig annektierten Krim)

Unterhalb der regionalen Ebene wird in Russland zwischen Rajons und Stadtkreisen differenziert. Die Rajons entsprechen in etwa den deutschen Landkreisen, österreichischen Politischen Bezirken oder Schweizer Bezirken. Die meisten Rajons gliedern sich wiederum in Stadt- und Landgemeinden (entsprechend городское поселение (gorodskoje posselenije) und сельское поселение (selskoje posselenije)). Rajons, Stadtkreise und Gemeinden bilden keine eigenständigen politische Ebenen, sondern stellen Gliederungen auf administrativ-territorialer Ebene beziehungsweise der munizipalen Selbstverwaltung dar. Letztere ist den Kommunen durch Artikel 12 der Verfassung garantiert, nach dem Entscheidungen bezüglich der Verwaltung kommunalen Eigentums, der Erstellung und Umsetzung des kommunalen Haushalts und der Festlegung lokaler Steuern und Abgaben selbständig treffen. Die Finanzmittel sind für Fragen lokaler Bedeutung vorgesehen, also z. B. der Instandhaltung kommunalen Wohnungseigentums.